# Villa Lantiez
La villa Lantiez est une voie du 17e arrondissement de Paris, en France.

## Situation et accès
La villa Lantiez est une voie publique située dans le 17e arrondissement de Paris. Elle débute au 32, rue Lantiez et se termine en impasse.

## Origine du nom

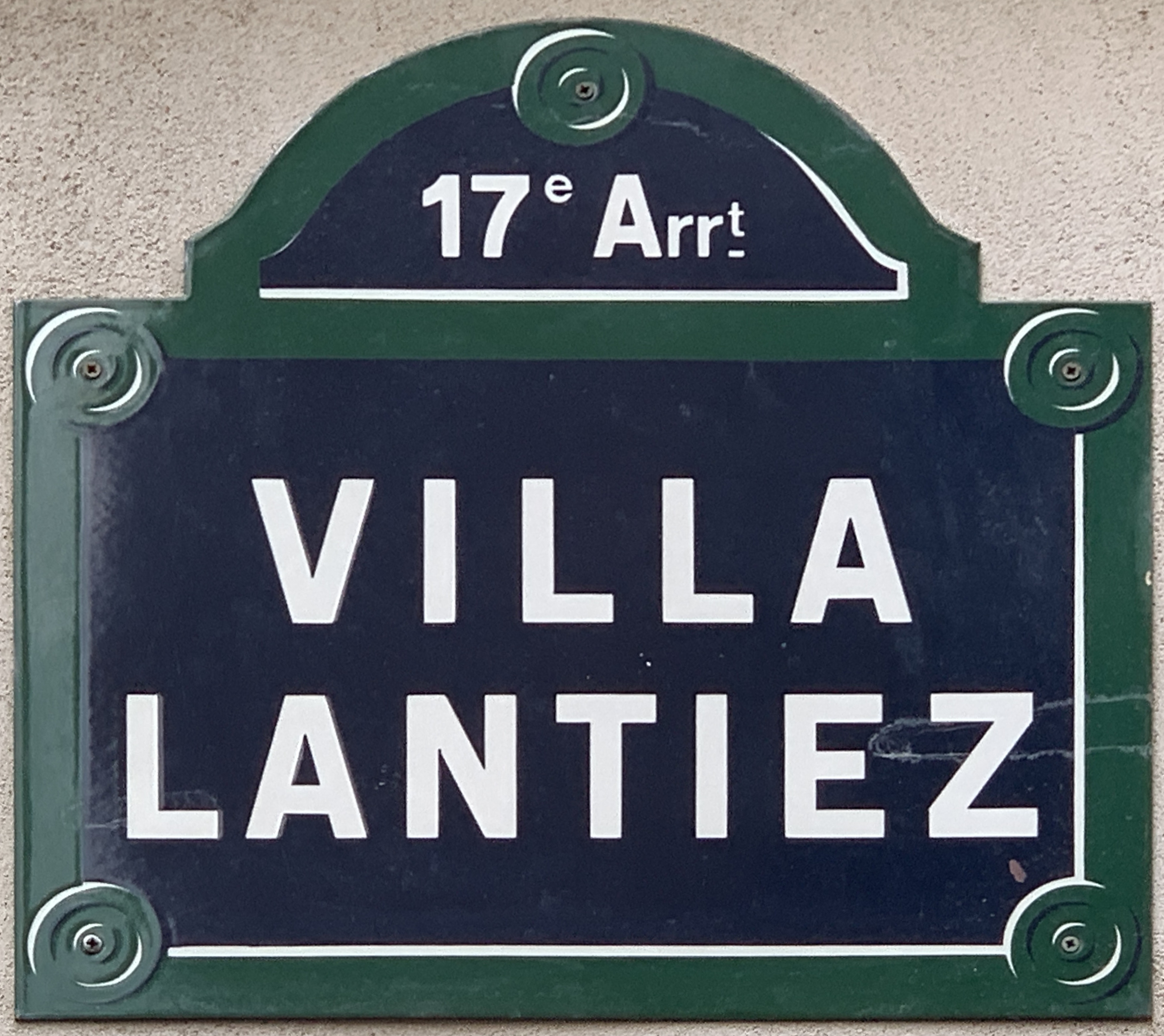
Plaque de la voie.

Cette voie est nommée d'après le nom du propriétaire des terrains en raison de sa proximité avec la rue éponyme.

## Historique
Cette voie en impasse est ouverte sous sa dénomination actuelle en 1913.